# Hexatoma (Eriocera) atromarginata
Hexatoma (Eriocera) atromarginata is een tweevleugelige uit de familie steltmuggen (Limoniidae). De soort komt voor in het Oriëntaals gebied.